# Finnel
Finnel, bürgerlich Finn Erhard Lorenzen (* 28. Oktober 2004), ist ein deutscher Webvideoproduzent und Sänger.

## Leben & Wirken
Finn Lorenzen wuchs in Volkmannsdorf, einem Ortsteil von Wang in Bayern, auf und besuchte das Maristen-Gymnasium Furth.
Mit 12 Jahren drehte er 2016 seine ersten YouTube-Videos. Anfang April 2020 begann Finn Lorenzen unter dem Pseudonym Finnel Kurzvideos auf dem Portal TikTok zu veröffentlichen. In seinen Videos spielt er beispielsweise die satirische Rolle des Millionärskinds Fridolin. Außerdem zeigt er, wie er seine Community, bedürftige Menschen und soziale Einrichtungen beschenkt.
Unter dem Namen Finnel & Das Geld betreibt er seit dem 20. Januar 2023 mit DASDING und Max Dehling aus der SWR Wirtschaftsredaktion einen Podcast über Geld und Status. Zu den Gästen in seinem Podcast gehörte beispielsweise Mike Singer. Im Juli 2023 war Finnel zusammen mit Nico Santos und Mandy Böhm in der NDR-Talkshow deep und deutlich zu Gast.
Das Musikvideo zu seiner dritten Single Dorfkinder entstand im Mai 2023 in seiner alten Heimat. In dem Video traten mehrere Influencer auf. Am 21. Juli 2023 wurde es veröffentlicht. Dorfkinder ist die erste Single von Finnel, welche sich in den offiziellen Singlecharts platzieren konnte. Sie erreichte Platz 12 der deutschen Singlecharts und Platz 33 der österreichischen Singlecharts. Auf YouTube und TikTok erreichte der Song Platz eins der plattformeigenen Charts. Finnel trat mit dem Song am 31. Juli 2023 in der Disco Mega-Park an der Playa de Palma auf. Ende 2023 wurde er von YouTube-Deutschland-Chef Andreas Briese als „Creator des Jahres“ geehrt.

## Unternehmertum
Am 14. Oktober 2022 gründete Finn Lorenzen die Social-Media-Agentur Virral GmbH. Sitz des Unternehmens ist mit dem zuständigen Amtsgericht Köln die Stadt Köln. Die Agentur ist für organisches Wachstum der Konten zuständig.
Ein Beispiel, welches mehrfach in der Presse besprochen wurde, ist die TikTok-Kampagne des Pflege Plus Seniorenzentrums Bottrop unter dem Namen KrassAltenheim.
Seit Juli 2024 ist Finnel nicht mehr Geschäftsführer der Virral GmbH.

## Kritik
Das Funk-Format Offen un’ ehrlich kritisiert in einem 2023 veröffentlichten Video, dass mehrere in Videos von Finnel als authentisch dargestellte Sachverhalte so nicht stattgefunden hätten.

## Diskografie
Singles
- 2022: Erste Million, wiwewa music[31]
- 2022: Geringverdiener[32]
- 2023: Dorfkinder, Epic/VIRRAL (Sony Music Entertainment)